# Disclaimer (альбом)
Disclaimer — дебютный альбом южноафриканской пост-гранж группы Seether, вышедший в 2002 году.

## Об альбоме
Некоторые треки были записаны в первом альбоме Fragile. Именно после этого альбома началась карьера группы. Disclaimer — основной дебютный альбом пост-гранж группы Seether, выпущенный в 2002 году. Альбом был переделан и незначительно ремиксован в 2004 году под название Disclaimer II с восемью дополнительными треками. Альбом имел десять различных вариантов обложки. Это художественные образы из музыкального видео «Fine Again» с людьми, показывающими таблички с изображением негативных точек зрения или неудовлетворительных ситуаций в жизни. Треки «Fine Again», «Driven Under» и «Gasoline» были выпущены как синглы с альбома. В своем интервью One Cold Night группа рассказала, что они первоначально планировали выпустить «Sympathetic» как сингл, но по разным причинам релиз был отложен в пользу продолжения гастролей и выпуска Disclaimer II.

## Список композиций
1. «Gasoline» — 2:49
2. «69 Tea» — 3:31
3. «Fine Again» — 4:04
4. «Needles» — 3:26
5. «Driven Under» — 4:34
6. «Pride» — 4:07
7. «Sympathetic» — 4:07
8. «Your Bore» — 3:53
9. «Fade Away» — 3:53
10. «Pig» — 3:22
11. «Fuck It» — 2:58
12. «Broken» — 4:21

## Участники записи
- Шон Морган — вокал, гитара
- Дэйл Стюарт — бас-гитара, бэк-вокал
- Джош Фриз — ударные